# AVPR2
AVPR2 (англ. Arginine vasopressin receptor 2) – білок, який кодується однойменним геном, розташованим у людей на X-хромосомі. Довжина поліпептидного ланцюга білка становить 371 амінокислот, а молекулярна маса — 40 279.
| 10         |  | 20         |  | 30         |  | 40         |  | 50         |
| ---------- |  | ---------- |  | ---------- |  | ---------- |  | ---------- |
| MLMASTTSAV |  | PGHPSLPSLP |  | SNSSQERPLD |  | TRDPLLARAE |  | LALLSIVFVA |
| VALSNGLVLA |  | ALARRGRRGH |  | WAPIHVFIGH |  | LCLADLAVAL |  | FQVLPQLAWK |
| ATDRFRGPDA |  | LCRAVKYLQM |  | VGMYASSYMI |  | LAMTLDRHRA |  | ICRPMLAYRH |
| GSGAHWNRPV |  | LVAWAFSLLL |  | SLPQLFIFAQ |  | RNVEGGSGVT |  | DCWACFAEPW |
| GRRTYVTWIA |  | LMVFVAPTLG |  | IAACQVLIFR |  | EIHASLVPGP |  | SERPGGRRRG |
| RRTGSPGEGA |  | HVSAAVAKTV |  | RMTLVIVVVY |  | VLCWAPFFLV |  | QLWAAWDPEA |
| PLEGAPFVLL |  | MLLASLNSCT |  | NPWIYASFSS |  | SVSSELRSLL |  | CCARGRTPPS |
| LGPQDESCTT |  | ASSSLAKDTS |  | S          |  |            |  |            |

A: Аланін

C: Цистеїн

D: Аспарагінова кислота

E: Глутамінова кислота

F: Фенілаланін

G: Гліцин

H: Гістидин

I: Ізолейцин

K: Лізин

L: Лейцин

M: Метіонін

N: Аспарагін

P: Пролін

Q: Глутамін

R: Аргінін

S: Серин

T: Треонін

V: Валін

W: Триптофан

Кодований геном білок за функціями належить до рецепторів, g-білокспряжених рецепторів, білків внутрішньоклітинного сигналінгу. 
Задіяний у такому біологічному процесі, як альтернативний сплайсинг. 
Локалізований у клітинній мембрані, мембрані.